# Chiplun
Chiplun là một thành phố và là nơi đặt hội đồng đô thị (municipal council) của quận Ratnagiri thuộc bang Maharashtra, Ấn Độ.

## Địa lý
Chiplun có vị trí 17°32′B 73°31′Đ / 17,53°B 73,52°Đ Nó có độ cao trung bình là 7 mét (22 feet).

## Nhân khẩu
Theo điều tra dân số năm 2001 của Ấn Độ, Chiplun có dân số 46.213 người. Phái nam chiếm 50% tổng số dân và phái nữ chiếm 50%. Chiplun có tỷ lệ 80% biết đọc biết viết, cao hơn tỷ lệ trung bình toàn quốc là 59,5%: tỷ lệ cho phái nam là 82%, và tỷ lệ cho phái nữ là 77%. Tại Chiplun, 12% dân số nhỏ hơn 6 tuổi.